# Heteropoda striata
Heteropoda striata là một loài nhện trong họ Sparassidae.
Loài này thuộc chi Heteropoda. Heteropoda striata được Anna Maria Sibylla Merian miêu tả năm 1911.